# Teletón 2023 (Chile)
La Teletón 2023, también llamada Teletón 45 años, fue la trigésima cuarta versión de la campaña solidaria que se realizó en Chile, la cual buscó recaudar fondos para la rehabilitación médica de personas con discapacidad física y el mantenimiento operativo de los Institutos de Rehabilitación que la Fundación Teletón opera en el país, y se prolongó por alrededor de 28 horas. El eslogan oficial para la XXXIV edición es «Nos hace bien, todos los días».
Originalmente, estaba planificado para llevarse a cabo para los días 1 y 2 de diciembre de 2023, sin embargo se adelantó un mes, para los días 10 y 11 de noviembre, en el contexto de la celebración de los Juegos Panamericanos y Parapanamericanos en la ciudad de Santiago, ambos eventos televisados en Chile por Canal 13,Chilevisióny TVN.
Debido a la realización de los Juegos Panamericanos y Parapanamericanos no se realizó el tradicional cierre de la campaña en el Estadio Nacional Julio Martínez Prádanos; el 6 de julio de 2023 el medio digital El Filtrador informó que el cierre se realizará de forma inédita y por primera vez en el Anfiteatro de la Quinta Vergara, la confirmación se oficializó el 11 de julio de 2023 en un anuncio oficial presentado por Don Francisco junto a la alcaldesa de Viña del Mar, Macarena Ripamonti en el Teatro Teletón. También fue la segunda Teletón sin la presencia de dicho animador como el líder principal de la cruzada solidaria (estando presente solo en algunos momentos del evento), para darle paso a la nueva generación de animadores.
Tras casi 28 horas de transmisión, a la 01:43 del día 12 de noviembre se entregó el último cómputo al aire, que alcanzó la cifra de CLP $ 38 044 459 976, superando la meta en un 1,92%. El día 5 de diciembre, una vez contabilizado el total de los aportes realizados durante el evento y tras la auditoría realizada a estas cifras, la Fundación Teletón junto al Banco de Chile hicieron pública la recaudación final de la campaña, que ascendió a CLP $ 44 066 375 340, representando un 18,05% por sobre la meta trazada.
La Fundación Teletón, en atención a la transparencia y a la efectiva inversión del total recaudado, al derecho a la salud garantizado en atención a la Convención internacional sobre los derechos de las personas con discapacidad,  así como en su condición de organización no gubernamental colaboradora del estado de Chile, se ha comprometido públicamente a que más de un 80% del total de las inversiones de lo recaudado en la XXXIV edición de la Teletón sea invertido durante el periodo 2023-2024 en sus institutos y en las atenciones médicas ofrecidas a sus pacientes, así como en otras inversiones como la construcción del Instituto de Rehabilitación de la ciudad de Rancagua.

## Campaña

### Lanzamiento
La presentación del himno de la campaña y la embajadora de la campaña se realizó el 3 de agosto, mientras que el lanzamiento oficial de la campaña se realizó los días 17 y 18 de octubre a través de una cadena nacional exhibida en el bloque matinal en las emisoras nacionales asociadas a ANATEL. Amanda Meléndez fue presentada por la organización como embajadora de la campaña para la XXXIV edición.

### Gira Teletón
La gira comenzó el 23 de octubre y fue transmitido vía streaming por el sitio web de la Teletón y también por las plataformas Twitch e Instagram. En su tramo norte, se desarrollaron actos en las ciudades de:
- Arica: 23 de octubre
- Iquique: 24 de octubre
- Calama: 25 de octubre
- Antofagasta: 26 de octubre
- Copiapó: 27 de octubre
- La Serena: 28 de octubre

Tras un breve descanso, la delegación retomó su periplo hacia el sur en el llamado «tren de la solidaridad». El tramo comprendió las ciudades de:
- Talca: 30 de octubre
- Concepción: 31 de octubre
- Temuco: 1 de noviembre
- Valdivia: 2 de noviembre
- Puerto Montt: 3 de noviembre
- Coyhaique: 4 de noviembre

### Matinatón
Durante la mañana del 10 de noviembre, los presentadores de los programas Tu día (Canal 13), Buenos días a todos (TVN), Contigo en la mañana (Chilevisión) y Mucho gusto (Mega) y otros presentadores y comunicadores, se reunieron en las horas previas a la cruzada solidaria para realizar un bloque especial transmitido en cadena nacional junto con Mario Kreutzberger. Participaron en el bloque los presentadores y comunicadores Eduardo Fuentes y María Luisa Godoy (TVN), José Antonio Neme y Karen Doggenweiler (Mega), Julio César Rodríguez y Roberto Cox (CHV), José Luis Repenning y Priscilla Vargas (Canal 13), Patricia Maldonado y José Miguel Viñuela (TV+) y se realizó desde los estudios de Tu día.

### Digitón
Nuevamente destacó la presencia de la Digitón, una transmisión paralela enfocada hacia la audiencia juvenil. En esta ocasión fue transmitida a través de las plataformas digitales YouTube y Twitch.

## Transmisión
La transmisión del evento fue realizado en conjunto por todos los canales de televisión agrupados en Asociación Nacional de Televisión (ANATEL).
- Telecanal
- La Red
- TV+
- TVN
- TV Chile
- Mega
- Mega 2
- Chilevisión
- UChile TV
- Canal 13
- 13i
- T13 En Vivo
- Televisión Regional de Chile
- Tevex
- Une TV
- TNT Sports 3[14] (señal de televisión paga, sólo transmitió el bloque de la Tarde deportiva con el Superclásico Solidario)

Además la XXXIV edición fue emitida por los canales regionales agrupados en la Asociación Regional de Canales de Televisión (ARCATEL).

### Radios
| La emisión fue transmitida de manera total u parcial por radiodifusoras asociadas en la Asociación de Radiodifusores de Chile (Archi): - Radio Agricultura - Radio Cooperativa - Radio Portales de Santiago - Play FM - Sonar FM - Tele13 Radio - Radio Festival | Asimismo, emisoras que no son afiliadas a la Asociación de Radiodifusores de Chile, se adhirieron al evento: - ADN Radio Chile - Radio Bío-Bío - Radioactiva - Radio Carolina - Radio La Clave - Radio Concierto - Los 40 - Disney Chile - Radio Imagina - Radio Pudahuel - Rock & Pop - Radio Azúcar - FM Tiempo - 13c Radio - Radio Dulce FM |

## Programación
La programación de la XXXIV edición se dividió en cinco bloques (sin considerar los espacios informativos, programas de divulgación cultural o conexiones directas con la programación local de cada emisora asociada).
| Fecha y horario (UTC-3)                           | Bloque | Contenido y presentaciones musicales |
| ------------------------------------------------- | --- | --- |
| 22:00 (10 de noviembre) - 04:00 (11 de noviembre) | Obertura "Campeones" | Homenaje y reconocimiento público al Comité Paralímpico de Chile y a los atletas participantes de los Juegos parapanamericanos de 2023.Discursos inaugurales a cargo del Presidente Gabriel Boric y de Mario Kreutzberger, presentador de televisión y presidente honorario de la Fundación Teletón. Actuaciones musicales/artísticas: - Denise Rosenthal - Popurrí "Supernova" - Valeria Lynch - Popurrí de éxitos - Américo y Leo Rey - Popurrí cumbia y "Sigue la cumbia" - Diego Urrutia - "Cumbre urbana" con Gino Mella, King Savagge, Pailita y AK420 |
| 04:00 - 08:00 (11 de noviembre)                   | Trasnoche | Actuaciones musicales/artísticas: - “Baile del Paraíso”: Concurso de talentos protagonizado por celebridades locales. Jurados: Yamna Lobos, Christian Ocaranza, Guillermo Aranguiz - “La Casa del Humor”: Rutinas de "Lady Garfia" (expaciente Teletón), Marcelo "Coronel" Valverde y El Flaco (Paul Vásquez). - “Cumbiatón”: Cumbre de la cumbia chilena con Leo Rey, Jordan, Paula Rivas y Amerika'n Sound. |
| 08:00 - 13:30 (11 de noviembre)                   | Mañana Teletón | El bloque inició con la apertura de las sucursales del Banco de Chile desde su casa matriz con la presencia de trabajadores del banco, el periodista Gonzalo Ramírez y los deportistas Marco Grimalt y Esteban Grimalt. Posteriormente se realizó la Desayunatón desde Caleta Portales, Valparaíso; actividad que contó con la presencia de Don Francisco. Más tarde se mostró el inicio y desarrollo de la Corrida Banco de Chile-Visa desde el Parque O'Higgins, y fue presentado el bloque infantil, el cual se realizó íntegramente desde el Circo Pastelito y Tachuela Chico y contó con la animación de Juan Pablo Queraltó. Actuaciones musicales/artísticas: - "Mix Urbano", tributo de imitadores e intérpretes chilenos a Daddy Yankee, Wisin y Yandel, Karol G y Bad Bunny. - Circo Pastelito y Tachuela Chico. - Guaypes Club. - Paolo Meneguzzi |
| 13:30 - 14:00 (11 de noviembre)                   | Noticiero Teletón | Informativo presentado por Chantal Aguilar (Canal 13), Marianela Estrada (Chilevisión), Maribel Retamal (Mega) y Valentina Reyes (TVN). La emisión se difundió desde los estudios de Chilevisión. |
| 14:00 - 21:00 (11 de noviembre)                   | Tarde deportiva | Superclasico Solidario entre leyendas de Colo-Colo y Universidad de Chile capitaneados por Esteban Paredes y Gustavo Canales en el Estadio El Teniente de Rancagua. - Equipo Amigos de EP7: Esteban Paredes (capitán), Jaime Valdés, Gonzalo Fierro, Gabriel Mendoza, Rodrigo Meléndez, Álvaro Ormeño, Leonel Herrera, Braulio Leal, Pablo Contreras, David Henríquez, Miguel Aceval, Leonardo Monje, Rodolfo Madrid. - Equipo Amigos de GC19: Gustavo Canales (capitán), Luis Musrri, Mauricio Aros, Marcos González, Manuel Ibarra, Rafael Olarra, Marco Olea, Nicolás Peric, Héctor Santibáñez, Juan González, Nelson Pinto, Cristián Muñoz, Héctor Suazo, Ángel Rojas. Actuaciones musicales/artísticas: - Jean Paul Olhaberry. - Valentín Trujillo y sus nietos. - Fabrizio Copano. - Alanys Lagos. - Natalino con Massimo Di Cataldo. |
| 21:00 - 22:00 (11 de noviembre)                   | Bloque de exhibición de programas culturales conforme a disposiciones legales vigentes del Consejo Nacional de Televisión y/o conexión con la programación local e informativos locales de cada emisora asociada | Bloque de exhibición de programas culturales conforme a disposiciones legales vigentes del Consejo Nacional de Televisión y/o conexión con la programación local e informativos locales de cada emisora asociada |
| 22:00 (11 de noviembre) - 02:00 (12 de noviembre) | Cierre "Gracias Chile" | El bloque de clausura de la campaña solidaria fue realizado por primera vez en el Anfiteatro de la Quinta Vergara en Viña del Mar. A las 01:43 de la madrugada se sobrepasa la meta llegando a los $38.044.459.976 pesos, y a continuación los animadores y público presente en la Quinta Vegara, entonaron el himno nacional (tal como ocurrió en las ediciones 2017, 2018, y 2021), y después Don Francisco da su discurso de agradecimiento, y presenta el último grupo de la noche: Los Vikings 5, que hicieron bailar a la Quinta Vergara. (El evento se realizó a pesar de algunos problemas técnicos que obligaron a diversos ajustes en su ejecución, entre ellos, la cancelación a última hora de la presentación de la artista argentina Lali). Actuaciones musicales/artísticas: - Karla Melo, Piamaría, Loyaltty y Anto Bosman - Juntos (Himno Teletón) - Axel - "Te voy a amar", "Celebra la vida" - Karen Paola - "Dime", "Ven, Ven, Ven" (dueto con KYA), "Amiga" (dueto con Vesta Lugg), "Viva la noche" (dueto con Dani Ride). - Alejandro Lerner — "Después de ti", "Volver a empezar" - Adrián Martín Vega - Qué bonito - Princesa Alba - "Narcisa", "Baby Oficial", "Ya No Quieres Quererme", "Convéncete" - Homenaje a Cecilia - "Buen día tristeza" (Amaya Forch), "Un compromiso" (Johanna Oyaneder), "Dilo calladito" (Mariel Mariel), "Aleluya" (Denisse Malebrán) y "Baño de mar a medianoche" (Carolina Soto) - Zúmbale Primo - "Cinco Días", "Un Hombre No Llora", "Cinco Minutos y Nada Más" - Andrés de León - "Como empezar de nuevo", "Quiero", "Parece Mentira" (dueto con Daniela Castillo), "Debes Comprenderme" (dueto con Paolo Meneguzzi), "Tu" (con Daniela Castillo y Paolo Meneguzzi) - Stefan Kramer - Lunay - "Aventura", "Soltera" - Beto Cuevas - "Tejedores de ilusión", "El duelo" - Polimá Westcoast - "Lacone", "Baby Otaku", "Tu me quieres?" - Los Viking's 5 - "De Coquimbo soy", "Ay Cariño", "Candombe para José", "Mira ese barco", "La gallina no", ""Ese muerto no lo cargo yo", "Tu Hermana", "Boquita de Caramelo" |

## Participantes
| Los artistas que se presentaron en la XXXIV edición son: - Denisse Rosenthal - Valeria Lynch - Américo - AK4:20 - Gino Mella - King Savagge - Leo Rey - Jordan - Amerika'n Sound - Paula Rivas - Paolo Meneguzzi - Alejandro Lerner - Axel - Alanys Lagos - Lunay - Beto Cuevas - Princesa Alba - Polimá Westcoast - Zúmbale Primo - Los Viking's 5 - Andrés de León - Daniela Castillo - Karen Paola - Vesta Lugg - Dani Ride - Stefan Kramer - Jean Paul Olhaberry - Paul Vásquez y Lady Garfia - Diego Urrutia - Fabrizio Copano - Natalino - Massimo Di Cataldo | - Don Francisco - Cecilia Bolocco - Rafael Araneda - Martín Cárcamo - José Miguel Viñuela - Cristián Sánchez - Eduardo Fuentes - Rodrigo Sepúlveda - Maria Luisa Godoy - Karen Doggenweiler - Diana Bolocco - Daniel Fuenzalida - Millaray Viera - Angélica Castro - Francisco Saavedra - Juan Pablo Queraltó - Antonio Vodanovic (participación especial) - César Campos - Davor Gjuranovic - Julia Vial - Polo Ramírez - José Antonio Neme - Natalia López - Gustavo Huerta - Marianne Schmidt - Priscilla Vargas - Matías Vera - Gino Costa - Emilia Daiber - Rodrigo Goldberg - Alejandro Lorca - Nahla Hassan - Daniel Arrieta - Fernando González - Arica y Parinacota - Fernando Godoy - Tarapacá - Flor de Rap - Antofagasta - Natalia Duco - Atacama - Leo Rey - Coquimbo - Simón Oliveros - Valparaíso - María Paz Díaz - Santiago - Tita Ureta - O'Higgins - Valentina Toro - Maule - Ignacia Baeza - Ñuble - Sammis Reyes - Bio Bio - Pastelito - Araucania - Pamela Leiva - Los Ríos - Evelyn Bravo - Los Lagos - Joaquín Méndez - Aysen - Roberto Cox - Magallanes - Jorge Gómez "Pelotazo" - iCata - Ignacia Antonia - Piamaría Silva - Matías Vega - Vamo' a Calmarnos - Lorena Miki - Daniela Urrizola - Julitroz - La Natu |

## Recaudación

### Cómputos parciales
| Fecha           | Hora (UTC-3)   | Pesos $          | % Meta  | Dólares USD  | Euros €      |
| --------------- | -------------- | ---------------- | ------- | ------------ | ------------ |
| 10 de noviembre | 22:25          | $ 21 693 000     | 0,06%   | $ 23 667     | € 22 176     |
| 11 de noviembre | 1:01           | $ 3 307 951 880  | 8,86%   | $ 3 609 016  | € 3 381 638  |
| 11 de noviembre | 6:18           | $ 4 954 764 168  | 13,27%  | $ 5 405 708  | € 5 065 133  |
| 11 de noviembre | 8:55           | $ 5 512 454 373  | 14,77%  | $ 6 014 155  | € 5 635 246  |
| 11 de noviembre | 11:00          | $ 5 822 450 256  | 15,60%  | $ 6 352 365  | € 5 952 148  |
| 11 de noviembre | 12:43          | $ 6 244 664 211  | 16,73%  | $ 6 813 005  | € 6 383 766  |
| 11 de noviembre | 14:34          | $ 7 103 156 967  | 19,03%  | $ 7 749 631  | € 7 261 382  |
| 11 de noviembre | 16:08          | $ 7 987 164 036  | 21,40%  | $ 8 714 094  | € 8 165 081  |
| 11 de noviembre | 17:20          | $ 9 074 002 285  | 24,31%  | $ 9 899 848  | € 9 276 129  |
| 11 de noviembre | 18:12          | $ 11 171 750 259 | 29,93%  | $ 12 188 516 | € 11 420 605 |
| 11 de noviembre | 19:38          | $ 15 679 136 377 | 42,00%  | $ 17 106 130 | € 16 028 395 |
| 11 de noviembre | 21:00          | $ 19 618 146 449 | 52,56%  | $ 21 403 638 | € 20 055 148 |
| 11 de noviembre | 22:31          | $ 22 671 331 960 | 60,74%  | $ 24 734 701 | € 23 176 345 |
| 11 de noviembre | 23:12          | $ 26 008 126 301 | 69,68%  | $ 28 375 184 | € 26 587 467 |
| 12 de noviembre | 0:09           | $ 30 653 062 579 | 82,12%  | $ 33 442 867 | € 31 335 871 |
| 12 de noviembre | 0:53           | $ 34 023 313 775 | 91,15%  | $ 37 119 852 | € 34 781 196 |
| 12 de noviembre | 1:43           | $ 38 044 459 976 | 101,92% | $ 41 506 972 | € 38 891 915 |
| 5 de diciembre  | 5 de diciembre | $ 44 066 375 340 | 118,05% | $ 48 076 955 | € 45 047 971 |

### Aportes de marcas auspiciadoras
Se utilizó el sistema tradicional de contabilización de donaciones de empresas auspiciadoras, lo que significa que cada donación ingresó de manera independiente al total recaudado en el evento. Durante la realización del evento, los patrocinadores de la campaña (trece empresas, representadas por veintiún marcas en total) entregaron los aportes indicados a continuación: 
| Empresa           | Marca           | Giro                     | Monto en pesos         | Monto en dólares       | Monto en euros         |
| ----------------- | --------------- | ------------------------ | ---------------------- | ---------------------- | ---------------------- |
| Banco de Chile    | Banco de Chile  | Banco                    | 1 800 000              | 1 963 822              | 1 840 096              |
| Softys            | Babysec         | Pañales                  | 652 000                | 711 340                | 666 524                |
| Softys            | Confort         | Papel higiénico          | 652 000                | 711 340                | 666 524                |
| Softys            | Cotidian        | Pañales para adultos     | 652 000                | 711 340                | 666 524                |
| Softys            | Elite           | Productos de aseo        | 652 000                | 711 340                | 666 524                |
| Softys            | Nova            | Papel absorbente         | 652 000                | 711 340                | 666 524                |
| CCU               | Bilz y Pap Zero | Gaseosa                  | 1 135 936 177          | 1 239 320              | 1 161 240              |
| CCU               | Cachantún       | Agua mineral             | 1 135 936 177          | 1 239 320              | 1 161 240              |
| CCU               | Cristal         | Cerveza                  | 1 135 936 177          | 1 239 320              | 1 161 240              |
| CCU               | Watt's          | Néctar y jugo de frutas  | 1 135 936 177          | 1 239 320              | 1 161 240              |
| Claro Chile       | Claro           | Telecomunicaciones       | 364 618 400            | 397 803                | 372 740                |
| Colun             | Colun           | Quesos y otros lácteos   | 302 780 000            | 330 337                | 309 525                |
| Copec             | Copec           | Gasolinera y Servicios   | 520 000                | 567 326                | 531 583                |
| Unilever          | Hellmann's      | Mayonesa                 | 190 800 000            | 208 165                | 195 050                |
| LATAM Airlines    | LATAM           | Aerolínea                | Donación de servicios. | Donación de servicios. | Donación de servicios. |
| Ripley            | Ripley          | Tiendas por departamento | 252 000                | 274 935                | 257 613                |
| Soprole           | Soprole         | Leche y yogur            | 425 000                | 463 680                | 434 467                |
| Cambiaso Hermanos | Superior        | Bolsas de basura         | 420 000                | 458 225                | 429 356                |
| Cambiaso Hermanos | Supremo         | Té                       | 420 000                | 458 225                | 429 356                |
| Agrosuper         | Super Pollo     | Productos avícolas       | 500 000                | 545 506                | 511 138                |
| SMU               | Unimarc         | Supermercado             | 1 350 000              | 1 472 867              | 1 380 072              |
| Total             | Total           | Total                    | 8 022 134 577          | 8 752 247              | 8 200 831              |

Los aportes de los patrocinadores están regulados conforme a lo indicado en la ley de la República N°19.885 y demás jurisprudencia vigente sobre la materia.

### Lucatón
Por segunda ocasión consecutiva se realizó la Lucatón, la cual reemplaza a las tradicionales subastas que se realizaron en versiones anteriores de la campaña. El periodista deportivo Jorge Gómez nuevamente fue el martillero público a cargo de la convocatoria. Quienes participaron en la actividad debían previamente realizar una donación mínima de CLP $ 1 000, e inscribirse en la plataforma web dispuesta para tales efectos previa acreditación formal, tras lo cual, seleccionaban mediante la plataforma a alguno de los objetos a sortear. El sorteo público se realizó el día 15 de noviembre y se transmitió a través de los canales digitales de Teletón.
El listado de los objetos sorteados es el siguiente.
| Objeto |
| --- |
| Réplica Trofeo Copa Conmebol Libertadores, 40 cm.                                                                |
| Réplica Trofeo Copa Conmebol Sudamericana, 40 cm.                                                                |
| Álbum oficial Panini tapa dura de la Copa América 2015 + todas las láminas.                                      |
| Álbum Topps Selección masculina de fútbol de Argentina 2021 + 32 stickers.                                       |
| Camiseta oficial Selección masculina de fútbol de Uruguay 2023 (visita), firmada por Marcelo Bielsa.             |
| Camiseta oficial Inter de Miami 2023 (local), firmada por Lionel Messi.                                          |
| Camiseta arquera Selección femenina de fútbol de Chile (versión Santiago 2023), firmada por Christiane Endler.   |
| Camiseta Selección masculina de fútbol de Chile 2023 (local), firmada por futbolistas chilenos de Santiago 2023. |
| Consola Xbox Serie X.                                                                                            |
| Polerón Adidas serie IVY Park, firmado por Pablito Pesadilla.                                                    |
| Gorro urbano de tela + carcasa de teléfono móvil, firmada por Lunay.                                             |
| Cuadro realizado en el Taller de Arte Teletón, firmado por Manuel Turizo.                                        |
| Vinilo Todas seremos reinas, firmado por Denise Rosenthal.                                                       |
| Polera promocional del disco Supernova, firmada por Denise Rosenthal.                                            |
| Afiche enmarcado del álbum Todas seremos reinas, firmado por Denise Rosenthal.                                   |
| Chaqueta de terciopelo a medida de Beto Cuevas, firmada por él mismo.                                            |
| Vinilo doble Tajo abierto, firmado por Francisca Valenzuela.                                                     |
| Chaqueta a medida de Francisca Valenzuela utilizada en Viña 2023, firmada por ella misma.                        |
| Camiseta oficial Colo-Colo 2023 (visita), firmada por el plantel.                                                |
| Camiseta oficial Colo-Colo 2023 (local), firmada por el plantel.                                                 |
| Camiseta oficial Universidad de Chile 2023 (local), firmada por el plantel.                                      |
| Camiseta oficial Universidad Católica 2023 (local), firmada por el plantel.                                      |
| Camiseta oficial Audax Italiano 2023 (local), firmada por el plantel.                                            |
| Camiseta oficial Huachipato 2023 (local), firmada por el plantel.                                                |
| Camiseta oficial Cobreloa 2023 (local), firmada por el plantel.                                                  |
| Camiseta oficial Palestino 2023 (local), firmada por el plantel.                                                 |
| Camiseta oficial Rangers 2023 (local), firmada por el plantel.                                                   |
| Camiseta oficial Deportes Concepción 2023 (local), firmada por el plantel.                                       |
| Camiseta oficial Universidad de Concepción 2023 (local), firmada por el plantel.                                 |
| Camiseta oficial Unión Española 2023 (visita), firmada por el plantel.                                           |
| Camiseta oficial San Luis de Quillota 2023 (local), firmada por el plantel.                                      |
| Camiseta oficial Deportes Temuco 2023 (local), firmada por el plantel.                                           |
| Camiseta oficial Concón National 2023 (local), firmada por el plantel.                                           |
| Primer ejemplar Revista Don Balón, publicado en 1992.                                                            |
| Jockey firmado por 10 golfistas chilenos.                                                                        |
| Kit Team RallyMobil Copec                                                                                        |
| Vinilo "Bailando Bailongo con Don Francisco" de 1981.                                                            |
| Vinilo "Celebremos con Bailongos" de Don Francisco, año 1982.                                                    |
| Vinilo "Don Francisco con la orquesta de Porfirio Díaz", año 1968.                                               |
| Vinilo Himno Quinta Teletón + medalla de participación.                                                          |
| Collage original inspirado en Teletón, obra del artista chileno Felipe Carvajal.                                 |
| Medalla diseñada por José Luis Rodríguez, con estuche firmado por él mismo.                                      |
| Camiseta oficial Team Chile (blanca), firmada por deportistas chilenos de Santiago 2023.                         |
| Camiseta oficial Team Chile (roja), firmada por deportistas chilenos de Santiago 2023.                           |
| Réplica Balón de fútbol de la Liga de Campeones de la UEFA.                                                      |
| Raqueta de tenis (sin cuerdas), firmada por Nicolás Massú.                                                       |
| Chaqueta oficial Santiago 2023, firmada por Harold Mayne-Nicholls.                                               |
| Peluche Requetepatitas de Soprole.                                                                               |
| Camiseta oficial Atlético de Madrid 2022/23 (local).                                                             |
| Torre de dulces de @thecandytower.                                                                               |
| Sombrero de tela firmado por Amaro Gómez-Pablos.                                                                 |
| Kit de tenis firmado por Alejandro Tabilo.                                                                       |
| Camiseta de Matías Fernández utilizada en su partido de despedida, firmada por él mismo.                         |
| Camiseta oficial del Real Madrid, firmada por Cristiano Ronaldo.                                                 |
| Disco utilizado por Lucas Nervi en la final de lanzamiento de disco en Santiago 2023, firmado por él mismo.      |
| Camiseta firmada por Fernando González.                                                                          |
| Polera utilizada por iCata en su ingreso a Gran Hermano, firmada por ella misma.                                 |
| Kit Panam Sports de Santiago 2023.                                                                               |
| Jockey Panam Sports.                                                                                             |
| Guantes de karate, firmados por Valentina Toro.                                                                  |
| Banderín oficial Team Chile, Santiago 2023.                                                                      |
| Bandera oficial Panam Sports, Santiago 2023.                                                                     |
| Camiseta oficial de Coquimbo Unido, firmada por el plantel.                                                      |
| Bandera Universidad Católica, firmada por el presidente Gabriel Boric Font.                                      |
| Indumentaria deportiva utilizada por Santiago Ford en el decatlón en Santiago 2023.                              |
| Indumentaria deportiva utilizada por Martina Weil en la final de 400m planos en Santiago 2023.                   |
| Zapatos de fútbol firmados por Matías Fernández.                                                                 |
| Cuadro acrílico sobre tela realizado por Catalina Aguad, paciente de Teletón.                                    |
| Camiseta oficial Colo-Colo, firmada por Esteban Paredes.                                                         |
| Camiseta oficial Universidad Católica, bicampeonato 2016.                                                        |
| Jockey firmado por Rafael Nadal.                                                                                 |

### Desafíos
Durante la XXXIV edición, a través de diversos eventos organizados por los patrocinadores se realizaron diversas donaciones complementarias a los aportes en moneda nacional. Con el apoyo del Ministerio del Medio Ambiente y de 130 municipalidades a lo largo de todo Chile, el día 24 de octubre de 2023 la empresa CCU lanzó una campaña pública de recolección de botellas plásticas cuyo propósito fue recolectar la mayor cantidad posible de botellas PET para ser recicladas, a través de más de 500 puntos de acopio distribuidos a lo largo del país. Esta campaña -desarrollada además en el proceso de entrada en vigencia e implementación de las nuevas normativas legales sobre reciclaje en Chile reguladas bajo la ley de la república n°20.920- no conllevó un aporte monetario adicional, sin embargo, el plástico recuperado se destinará a la fabricación de utensilios y órtesis en directo beneficio de pacientes de los institutos de rehabilitación Teletón. A las 00:52 del día 12 de noviembre, se anunció públicamente al aire que se recolectaron más de 120 toneladas de botellas PET debido a la alta convocatoria e interés de la ciudadanía[cita requerida]. 
Por su parte, el Banco de Chile entregó una donación adicional a la proyectada inicialmente a través de los eventos "Gamers por Chile" (desarrollado durante toda la jornada de manera virtual y presencial, a través de una versión adaptada de Fortnite inspirada en la geografía y lugares de Chile)   y "Corrida Banco de Chile-Visa", evento deportivo desarrollado durante la mañana del 11 de noviembre en la elipse del Parque O'Higgins. Asimismo, la institución bancaria entregó otro monto adicional equivalente a los aportes recibidos a través del servicio Cuenta FAN durante el periodo comprendido entre las 4 AM y 5 AM del mismo día.